# Klake
Klake je naselje koje se nalazi u sastavu Grada Samobora, Zagrebačka županija. Površina naselja iznosi 5,07 km2. Iako površinom jedno od većih naselja na području Grada Samobora, naseljenost je rijetka. Naselje se sastoji od osam zaselaka: Gornji Terihaji, Donji Terihaji, Naglići, Gornji Gorički, Fabekovci, Jandrečići, Jakopci i Donji Gorički. 

## Stanovništvo
Prema popisu stanovništva iz 2011. godine, naselje je imalo 237 stanovnika te 95 obiteljskih kućanstava prema popisu iz 2001.
| broj stanovnika | 318   | 371   | 415   | 460   | 510   | 566   | 535   | 562   | 587   | 612   | 604   | 495   | 401   | 343   | 278   | 237   | 226   |
|                 | 1857. | 1869. | 1880. | 1890. | 1900. | 1910. | 1921. | 1931. | 1948. | 1953. | 1961. | 1971. | 1981. | 1991. | 2001. | 2011. | 2021. |

## Znamenitosti
Na području naselja Klake nalazi se Okić-grad, utvrda koja se prvi put spominje 1193. godine.